# Gök Tepe

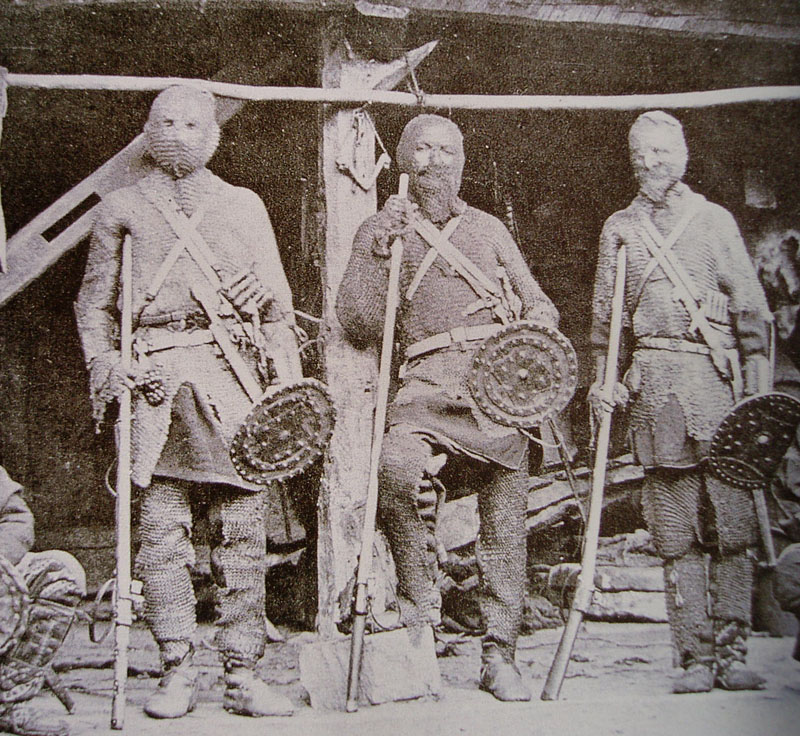
Soldats turcmens del segle XIX

Gök Tepe ('turó Blau', rus: Geok Tepe) fou una fortalesa del Turkmenistan en un oasi del país pertanyent als turcmens Akhal-Teke, a la vora del Sasik Su (Sasik Ab). Estava situada a uns 40 km cap a l'oest de la moderna capital Aşgabat.
És famosa per la defensa que en van fer dotze mil turcmans que eren atacats pels russos dirigits pel general Mikhaïl Skóbelev, que es va perllongar des de l'1 de gener fins al 24 de gener de 1881. Els defensors van morir quasi tots i les pèrdues russes foren també molt elevades; els russos van saquejar la fortalesa durant quatre dies després de la conquesta; després van construir una nova fortalesa en un lloc proper del mateix oasi, a Dengil Tepe. El ferrocarril hi va arribar el 1883.